# Deborah Cavendish, Duchess of Devonshire

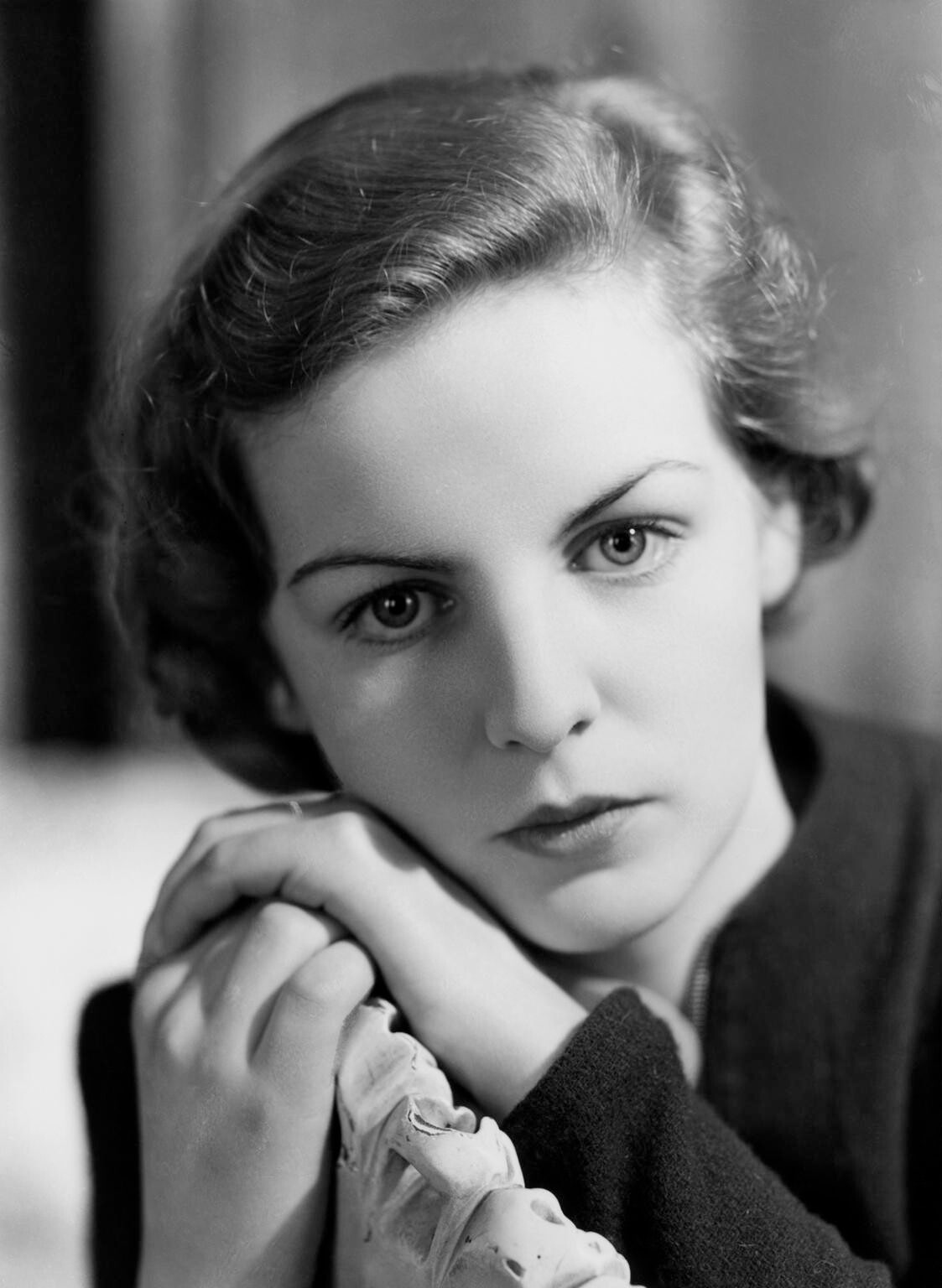
Deborah Cavendish, Duchess of Devonshire, 1938

Deborah Vivien Cavendish, Duchess of Devonshire (geborene Freeman-Mitford, * 31. März 1920 im Asthall Manor, Asthall, Oxfordshire; † 24. September 2014 im Chatsworth House, Bakewell, Derbyshire) war eine britische Adlige, Unternehmerin und Autorin.

## Leben
Deborah Cavendish war die jüngste und letzte Überlebende der sechs „Mitford-Schwestern“, der Töchter von David Freeman-Mitford, 2. Baron Redesdale, die in den 1930er und 1940er Jahren prominente Figuren der englischen Gesellschaft waren. Die vier älteren, bekannt gewordenen Schwestern waren die Schriftstellerin Nancy Mitford, die beiden mit dem Nationalsozialismus sympathisierenden Diana und Unity Mitford, letztere eine persönliche Freundin und Verehrerin Adolf Hitlers, und die Schriftstellerin und Kommunistin Jessica Mitford. Zudem war sie die Großmutter des Models Stella Tennant und eine Tante des Rennfahrers und Sportfunktionärs Max Mosley.
1941 heiratete sie Andrew Cavendish, 11. Duke of Devonshire. Aus der Ehe mit dem Duke gingen sechs Kinder hervor, von denen drei im Kindesalter starben. Sie war eine enge Bekannte des Schriftstellers Patrick Leigh Fermor.
Es gelang der Duchess zusammen mit ihrem Mann, Schloss Chatsworth, das Schloss der Devonshires im Peak District, binnen fünfzig Jahren zu einem der bekanntesten Herrenhäuser und einer der größten Touristenattraktionen in ganz England zu machen. Sie verfasste mehrere Bücher über das Anwesen und war eine begeisterte Geflügelzüchterin.
Im Jahr 1999 wurde Deborah Cavendish von Königin Elisabeth II. zur Dame Commander des Royal Victorian Order ernannt.